# Liga Mexicana de Béisbol 1949
La Temporada 1949 de la Liga Mexicana de Béisbol fue la edición número 25. Para este año hubo una expansión de 6 a 8 equipos, los equipos de expansión fueron los Charros de Jalisco quienes debutaban en la liga y los Tecolotes de Nuevo Laredo quienes no participaban desde la temporada de 1946. Adicionalmente hubo dos cambios de sede, los Pericos de Puebla se convierten en los Rojos del Águila de Veracruz que no participaban desde 1941 y los Alijadores de Tampico se convierten en el Unión Laguna de Torreón quienes no participaban desde la temporada de 1946. El equipo de Industriales de Monterrey cambia de nombre al de Sultanes de Monterrey. Se implementa el sistema de competencia con un rol dividido en dos vueltas de 42 juegos cada una, el equipo ganador de la primera vuelta se enfrentaba al ganador de la segunda vuelta en una Serie Final para determinar al equipo campeón de la liga. 
Los Sultanes de Monterrey  obtuvieron el cuarto título y primer tricampeonato de su historia al derrotar en 4 juegos al Unión Laguna de Torreón. El mánager campeón fue Lázaro Salazar.

## Equipos participantes
| Liga Mexicana de Béisbol 1949 |           |                                  |                       |
| Equipo                        | Fundación | Ciudad                           | Estadio               |
| Azules de Veracruz            | 1940      | México, D. F.                    | Delta                 |
| Charros de Jalisco            | 1946      | Guadalajara, Jalisco             | Municipal             |
| Diablos Rojos del México      | 1940      | México, D. F.                    | Delta                 |
| Rojos del Águila de Veracruz  | 1903      | Veracruz, Veracruz               | Deportivo Veracruzano |
| Sultanes de Monterrey         | 1939      | Monterrey, Nuevo León            | Cuauhtémoc            |
| Tecolotes de Nuevo Laredo     | 1940      | Nuevo Laredo, Tamaulipas         | La Junta              |
| Tuneros de San Luis           | 1926      | San Luis Potosí, San Luis Potosí | 20 de Noviembre       |
| Unión Laguna de Torreón       | 1940      | Torreón, Coahuila                | Revolución            |

## Posiciones

### Primera Vuelta
| Liga Mexicana de Béisbol | Liga Mexicana de Béisbol | Liga Mexicana de Béisbol | Liga Mexicana de Béisbol | Liga Mexicana de Béisbol |
| Equipo                   | JG                       | JP                       | PCT                      | JV                       |
| ------------------------ | ------------------------ | ------------------------ | ------------------------ | ------------------------ |
| Monterrey                | 25                       | 18                       | .581                     | -                        |
| San Luis                 | 24                       | 19                       | .558                     | 1.0                      |
| Veracruz                 | 23                       | 19                       | .548                     | 1.5                      |
| México                   | 22                       | 20                       | .524                     | 2.5                      |
| Jalisco                  | 21                       | 21                       | .500                     | 3.5                      |
| Torreón                  | 20                       | 23                       | .465                     | 5.0                      |
| Águila                   | 18                       | 24                       | .429                     | 6.5                      |
| Nuevo Laredo             | 17                       | 25                       | .405                     | 7.5                      |

| Ganador de la Primera Vuelta |

### Segunda Vuelta
| Liga Mexicana de Béisbol | Liga Mexicana de Béisbol | Liga Mexicana de Béisbol | Liga Mexicana de Béisbol | Liga Mexicana de Béisbol |
| Equipo                   | JG                       | JP                       | PCT                      | JV                       |
| ------------------------ | ------------------------ | ------------------------ | ------------------------ | ------------------------ |
| Torreón                  | 29                       | 13                       | .690                     | -                        |
| Monterrey                | 27                       | 15                       | .643                     | 2.0                      |
| Jalisco                  | 22                       | 20                       | .524                     | 7.0                      |
| Águila                   | 21                       | 21                       | .500                     | 8.0                      |
| Veracruz                 | 19                       | 23                       | .452                     | 10.0                     |
| México                   | 19                       | 23                       | .452                     | 10.0                     |
| San Luis                 | 17                       | 25                       | .405                     | 12.0                     |
| Nuevo Laredo             | 14                       | 28                       | .333                     | 15.0                     |

| Ganador de la Segunda Vuelta |

## Juego de Estrellas
El Juego de Estrellas de la LMB se realizó el 13 de septiembre en el Parque Delta en México, D. F. La selección de Extranjeros se impuso a la selección de Mexicanos 5 carreras a 3.

## Designaciones
Se designó como novato del año a Leonardo Rodríguez del Unión Laguna de Torreón.

## Acontecimientos relevantes
- 10 de abril: Lonnie Sommers de los Diablos Rojos del México produce 11 carreras en un juego contra el Unión Laguna de Torreón, récord que continúa vigente.[3]
- 30 de abril: Eduardo Reyes de los Tuneros de San Luis se convierte en el primer jugador en conectar 4 dobles en un juego de 9 entradas contra los Tecolotes de Nuevo Laredo.
- 29 de septiembre: Ezequiel Cruz de los Tecolotes de Nuevo Laredo realizó 6 doble plays en juego de 9 entradas contra los Diablos Rojos del México, récord que continúa vigente.
- 30 de septiembre: Diablos Rojos del México impone marca al conectar 10 hits consecutivos en la séptima entrada ante Tecolotes de Nuevo Laredo.[4]